# هوندا امیز
هوندا آمیز (به انگلیسی: Honda Amaze) (به ژاپنی: ホンダ・アメイズ) یک خودروی ۴ در سدان است که توسط شرکت خودروسازی هوندا تولید می‌شود. این خودرو در واقع نسخهٔ سدان از مدل هاچ‌بک بریو است. هوندا آمیز تا سال ۲۰۱۸ و برای نسل اول از همان طراحی و ساختار مدل بریو بهره‌مند بود تا اینکه در این سال و برای نسل دوم بر روی پلت‌فرم اختصاصی خود ساخته شد. شرکت هوندا، امیز را که در شرکت هوندا آر اند دی آسیا اقیانوسیه واقع شده در بانکوک تایلند تولید می‌شد، در آوریل ۲۰۱۳ در هند معرفی کرد. این خودرو در دو نوع بنزینی و دیزل در دسترس است.

## نسل اول (۲۰۱۳–۲۰۱۸)
هوندا آمیز در کارخانهٔ شرکت هوندا در شهر نویدا بزرگ، و با سطح بومی‌سازی بیش از ۹۰٪ ساخته می‌شود.
آمیز، اولین خودروی تولیدی شرکت هوندا با موتور دیزل است که در هند عرضه شده‌است. همچنین یک موتور ۱٫۲ لیتری L12B آی-وی‌تک، که پیشتر در مدل‌های هاچ‌بک بریو و فیت/جز نیز استفاده شده‌بود، برای این خودرو در دسترس است.
جدا از این که امیز اولین خودروی دیزلی هوندا در بازار هند است، این خودرو در سگمنت سودآور سدان‌های زیر ۴ متر قرار می‌گیرد که آن را در مقابل رقیبانی همچون موراتی سوییفت دیزایر، تاتا ایندیگو ئی‌سی‌اس، تاتا تیگور، فولکس‌واگن آمئو، تاتا زست، فورد فیگو اسپایر و هیوندای ایکسنت قرار می‌دهد. در کشور فیلیپین، علاوه بر این رقبا، میتسوبیشی میراژ جی۴ نیز از رقیبان امیز محسوب می‌شود.
هوندا یک موتور دیزل جدید با حجم ۱٫۵ لیتر (۹۲ اینچ مکعب) را بر روی مدل امیز به‌طور اختصاصی برای بازار هند ارائه کرده‌است. این موتور دارای برچسب نام آی-دی‌تک بوده و در واقع نمونه‌ای مشتق‌شده از موتور دیزل جدید با حجم ۱٫۶ لیتر (۹۸ اینچ مکعب) نصب‌شده بر روی مدل سیویک است که به تازگی در اروپا معرفی شده‌است. این موتور مخصوص بازار هند، با توجه به قوانین ارزش افزوده و مالیاتی، که برای خودروهایی با طول کمتر از ۴ متر با حجم موتور کمتر از ۱٫۵ لیتر سطح مالیات پایینی را در نظر گرفته‌اند، ساخته شده‌است. شرکت هوندا مدعی است که این موتور تمام آلومینیومی، سبک‌ترین موتور دیزل در کلاس خود است.
توربوشارژر استفاده‌شده در این موتور دیزل آی-دی‌تک، توسط شرکت هانیول طراحی و ساخته شده‌است.

### بروزرسانی ۲۰۱۶
نسل اول هوندا آمیز در سال ۲۰۱۶ بروزرسانی شد. این بروزرسانی شامل طراحی جدید جلوپنجره و داشبورد، چراغ‌های جدید عقب و نصب یک جعبه‌دنده متغیر پیوسته به عنوان جایگزینی برای نوع ۵ دندهٔ خودکار می‌شود. موتورهای قابل انتخاب بدون تغییر باقی ماندند. مانند مدل‌های پیش از بروزرسانی ۲۰۱۶، تمام موتورهای می‌توانند به جعبه‌دنده دستی ۵ سرعته مجهز شوند، در حالی که جعبه‌دندهٔ جدید سی‌وی‌تی تنها برای انواع بنزینی قابل استفاده است.

### بازارها

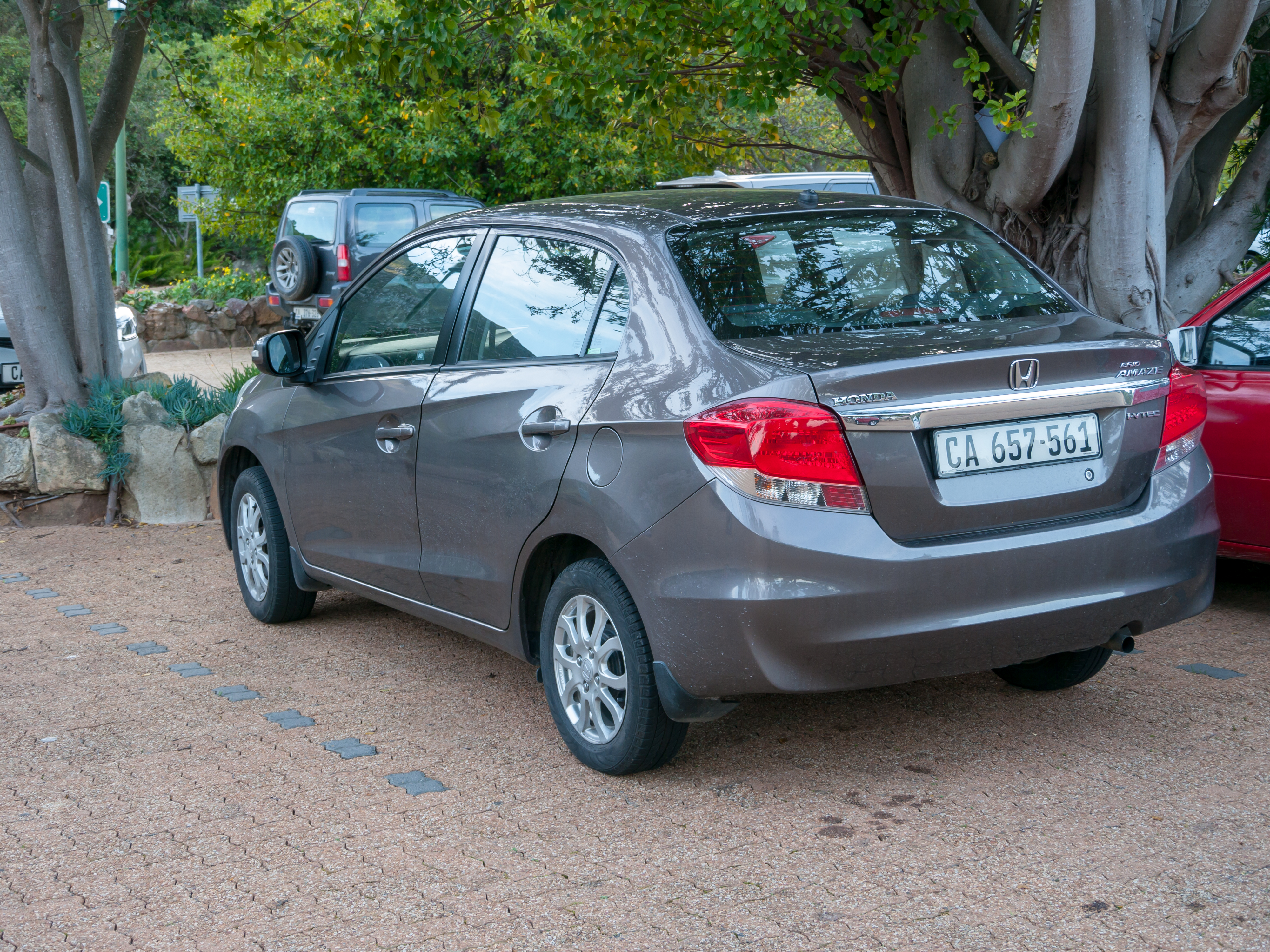
هوندا بریو امیز (پیش از تغییر چهره، آفریقای جنوبی)

#### هند
هوندا آمیز در آوریل ۲۰۱۳ در هند و در جهار سطح امکانات با نام‌های ئی، ئی‌ایکس، اس و وی‌ایکس وارد بازار شد. در ماه ژانویه سال ۲۰۱۴، سطح امکانات دیگری که با نام تیپ اس‌ایکس شناخته می‌شد، معرفی شده و در میان تیپ‌های اس و وی‌ایکس قرار گرفت. به مناسبت اولین سالگرد عرضهٔ امیز در هند، یک «نسخهٔ سالگرد» نیز معرفی شد. نسخهٔ بروزرسانی شدهٔ امیز در بازار هند در تیپ‌های ئی، اس، اس‌ایکس و وی‌ایکس عرضه شد. در ژوئیه ۲۰۱۷ یک «نسخهٔ حقوقی» با تولید محدود، و در ژانویه ۲۰۱۸ نیز مدل ویژه‌ای با نام «نسخهٔ افتخار» معرفی گردید.

#### تایلند
مدل بروزرسانی‌شدهٔ امیز در سال ۲۰۱۶، تنها با موتور ۱٫۲ لیتری چهار سیلندر L12B آی-وی‌تک، و همراه با جعبه‌دنده‌های سی‌وی‌تی یا دستی، در ماه مهٔ ۲۰۱۶ در تایلند عرضه شد. این خودرو پیش از بروزرسانی، در ۴ تیپ اس ام‌تی (جعبه‌دنده دستی)، اس سی‌وی‌تی (جعبه‌دنده سی‌وی‌تی)، وی ام‌تی و وی سی‌وی‌تی در دسترس خریداران بود. اما پس از تغییر چهره تنها در دو تیپ وی سی‌وی‌تی و اس‌وی سی‌وی‌تی و تنها با جعبه‌دندهٔ سی‌وی‌تی عرضه شد.

#### نپال
در ماه ژوئن ۲۰۱۳، نسل نخست هوندا آمیز تنها در نوع بنزینی با جعبه‌دندهٔ دستی به بازار کشور نپال وارد شد. تیپ‌های موجود در این بازار شامل ئی، ئی‌ایکس و اس می‌شدند. مدل بروزرسانی شدهٔ امیز در ۲۰۱۶، توسط شرکت تجارت سایاکار (STC) در ژوئن ۲۰۱۶ به بازار نپال عرضه‌شد. این مدل در نپال تنها با موتور ۱٫۲ لیتری آی-وی‌تک چهار سیلندر به همراه جعبه‌دنده‌های ۵ سرعتهٔ دستی یا سی‌وی‌تی قابل خریداری بود.

#### فیلیپین
در سپتامبر ۲۰۱۴، نسل اول هوندا آمیز در فیلیپین و طی نمایشگاه بین‌المللی خودروی فیلیپین با نام هوندا بریو امیز معرفی شد. تمام خودروهای بریو امیز موجود در بازار فیلیپین، به‌طور مستقیم از تایلند وارد این کشور می‌شدند. خودروی بریو امیز به یک موتور ۱٫۳ لیتری چهار سیلندر (آی۴) بنزینی L13A آی-وی‌تک مجهز شدند و دو نوع جعبه‌دندهٔ ۵ سرعتهٔ دستی یا سی‌وی‌تی برای آن قابل سفارش بودند.

## نسل دوم (۲۰۱۸–اکنون)

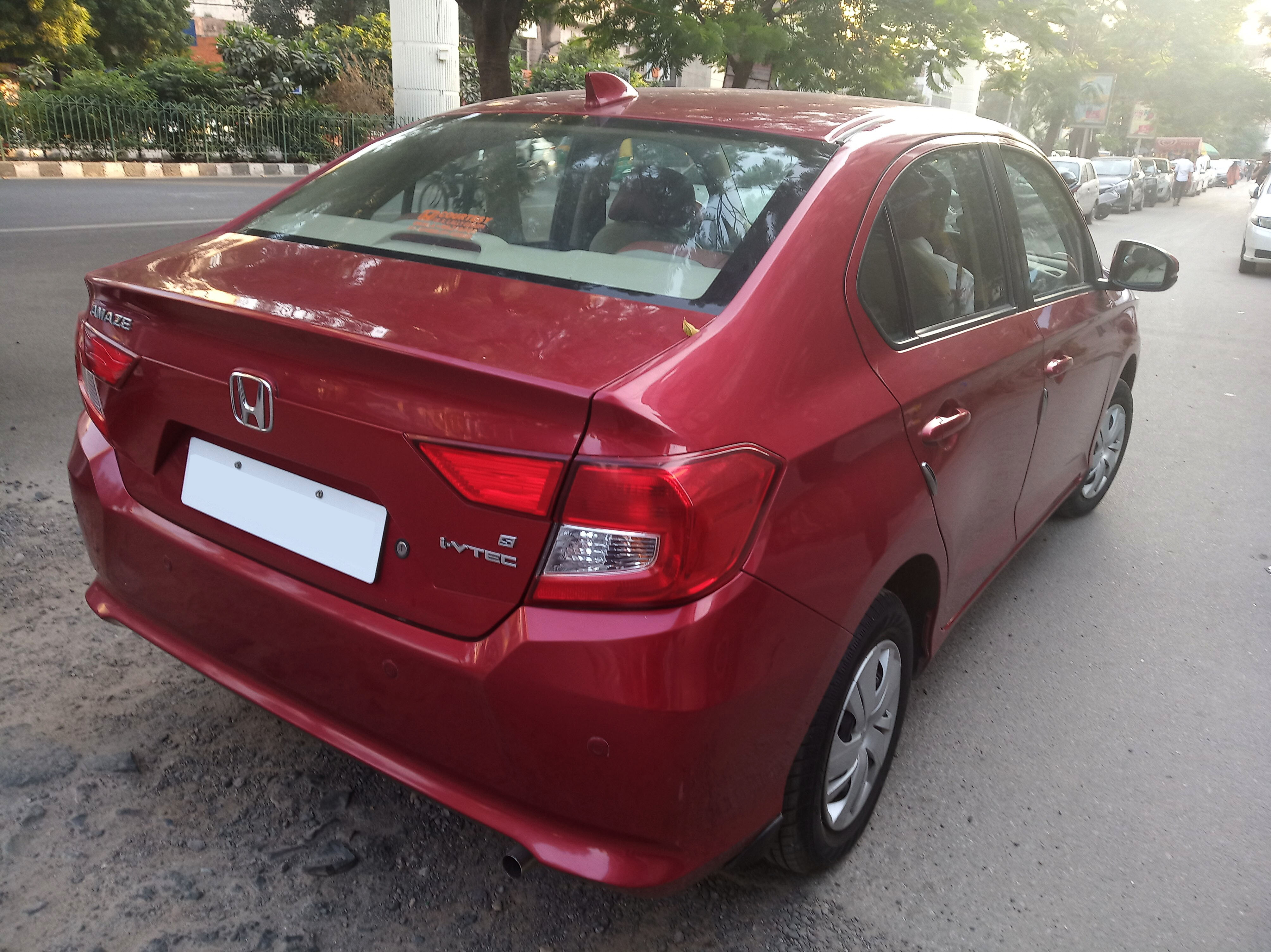
هوندا امیز اس (هند)

نسل دوم هوندا آمیز در فوریه ۲۰۱۸ در نمایشگاه اتو اکسپو در هند رونمایی شد و طبق ادعای شرکت هوندا، این نسل بر روی یک پلت‌فرم جدید تولید خواهد شد. موتور دیزل ۱٫۵ لیتری اکنون به یک جعبه‌دندهٔ سی‌وی‌تی (CVT) مجهز شده‌است. این خودرو در شرکت هوندا آر اند دی آسیا اقیانوسیه توسعه یافته‌است. نسل دوم امیز در تیپ‌های ئی، اس، وی، و وی‌ایکس ارائه می‌شود.
در ژوئیه ۲۰۱۸ شرکت هوندا کارز هند، ۷۲۹۰ دستگاه از این خودرو را برای رفع مشکل فنی احتمالی در سیستم فرمان الکتریکی به تعمیرگاه‌های شرکت فراخواند. امیزهای تحت تأثیر این مشکل فنی از تاریخ ۱۷ آوریل تا ۲۴ مهٔ ۲۰۱۸ تولید شده‌بودند.

### پیشرانه
| نوع    | موتور                                 | جعبه‌دنده    | نیرو                                           | گشتاور                                             |
| ------ | ------------------------------------- | ----------- | ---------------------------------------------- | -------------------------------------------------- |
| بنزینی | ۱٫۲ لیتری L12B آی-وی‌تک آی۴            | ۵ دندهٔ دستی | ۸۹ اسب بخار (۶۶ کیلووات) در ۶٬۰۰۰ دور بر دقیقه | ۱۱۰ نیوتن متر (۸۱ پوند-فوت) در ۴٬۸۰۰ دور بر دقیقه  |
| بنزینی | ۱٫۲ لیتری L12B آی-وی‌تک آی۴            | سی‌وی‌تی      | ۸۹ اسب بخار (۶۶ کیلووات) در ۶٬۰۰۰ دور بر دقیقه | ۱۱۰ نیوتن متر (۸۱ پوند-فوت) در ۴٬۸۰۰ دور بر دقیقه  |
| دیزل   | ۱٫۵ لیتری ارت دریمز آی-دی‌تک آی۴-توربو | ۵ دندهٔ دستی | ۹۹ اسب بخار (۷۴ کیلووات) در ۳٬۶۰۰ دور بر دقیقه | ۲۰۰ نیوتن متر (۱۴۸ پوند-فوت) در ۱٬۷۵۰ دور بر دقیقه |
| دیزل   | ۱٫۵ لیتری ارت دریمز آی-دی‌تک آی۴-توربو | سی‌وی‌تی      | ۷۹ اسب بخار (۵۹ کیلووات) در ۳٬۶۰۰ دور بر دقیقه | ۱۶۰ نیوتن متر (۱۱۸ پوند-فوت) در ۱٬۷۵۰ دور بر دقیقه |

## فروش
آمار فروش ماه فوریه ۲۰۱۸ توسط شرکت هوندا کارز هند منتشر شد؛ طبق این آمار، خودروی امیز با فروش ۷٬۱۶۳ دستگاه، بالاترین آمار فروش را در میان رقیبان ژاپنی از آن خود کرده‌بود.
| سال تقویمی | تایلند | هند    |
| ---------- | ------ | ------ |
| ۲۰۱۴       | ۴٬۲۹۷  | ۶۵٬۵۰۵ |
| ۲۰۱۵       | ۲٬۱۵۳  | ۶۳٬۸۳۱ |
| ۲۰۱۶       | ۸۸۳    | ۳۵٬۳۸۸ |
| ۲۰۱۷       | ۹۶۹    | ۲۸٬۳۱۴ |
| ۲۰۱۸       | ۷۸۵    | ۶۷٬۶۵۳ |
| ۲۰۱۹       |        | ۶۷٬۷۱۵ |